# ريشة (أداة)

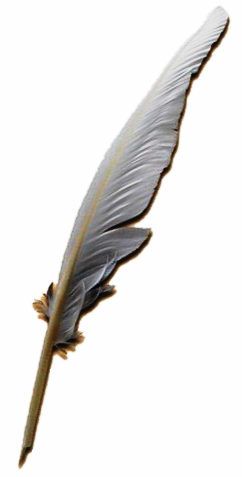
مثال لريشة الكتابة.

الريشة هي أداة للكتابة مصنعة من ريش الأجنحة للطيور وخاصة الكبيرة. وكانت تستخدم للكتابة باستخدام الحبر السائل قبل اختراع الأقلام الحديثة بنوعيها السائلة والجافة. ولا زالت الريشة تستخدم كأداة لأعمال الخط العربي لأنها توفر مزيد من المرونة وقوة في التحكم أكثر من الأقلام العادية.
وتأخذ أقوى أنواع الريش من أجنحة الطيور الحية خلال فصل الربيع. ويفضل الخطاطون الريش المأخوذ من الجناح الأيسر لأن ميلان الريش يكون على الجهة اليمنى، والعكس صحيح بالنسبة للخطاطين الأعسرين.
وريش الأوز هو الأكثر استخداماً، وهو أيضا الأكثر قيمة والأجمل شكلا وفخامة. ويستخدم في أحيان خاصة ريش الغراب، العقاب، البومة، الصقر والديك الرومي.
و لابد من ذكر الأدوات المستخدمة مع الريشة في العصور الوسطى وهي المحبرة والورق البردي.